# Landelijke fietsroute 26
De Landelijke fietsroute 26 of LF26 was een LF-route in het westen van Nederland tussen Bergen op Zoom en Oudenbosch, een route van ongeveer 18 kilometer. Het is een relatief korte verbindingsroute en heeft daarom geen naam.
Het fietspad ligt in de provincie Brabant en verbindt de LF13 met de LF2 in Oudenbosch. 
De route van Bergen op Zoom naar Oudenbosch heeft het nummer LF26a en de route van Oudenbosch naar Bergen op Zoom LF26b.